# Бездомні пси

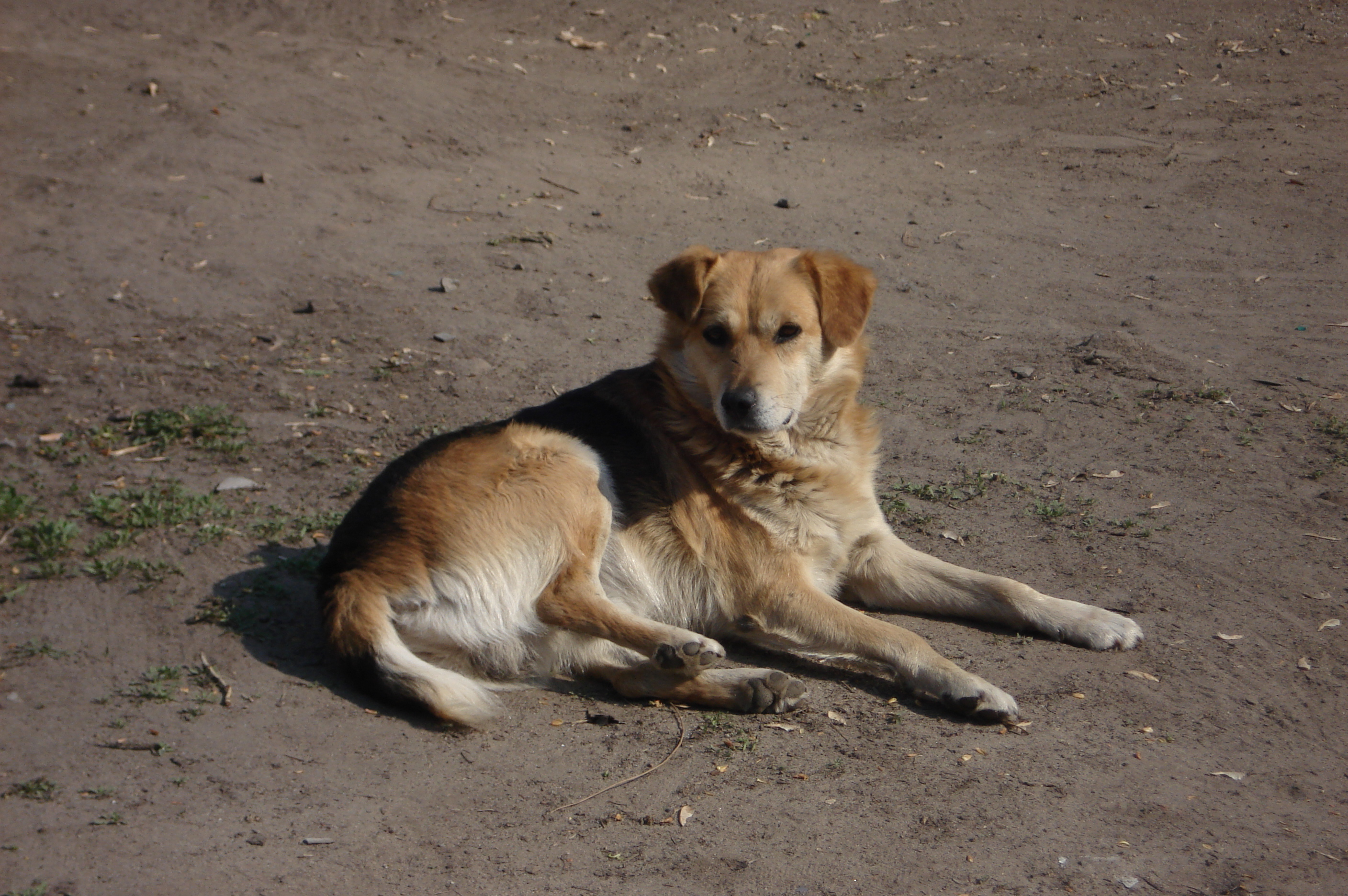
Бездомний (безпритульний) пес

Бездомні пси, або безпритульні пси (англ. Street dog) — субпопуляція псів, що живуть у містах або селищах без постійної уваги людей, проте біля людей.
Бездомні пси — одна з найчисленніших груп хребетних тварин світу.

## Обсяг поняття
Явище бездомності у свійських тварин є дуже поширеним у багатьох країнах третього світу і набуває особливого розвитку у центрах урбанізації. Найпаче багато безпритульних псів концентрується в місцях їхнього потенційної підгодівлі людьми — базари, двірці, транспортні розв'язки. Також чимало псів концентрується в місцях їхнього зглядного спокою (наприклад, дачні селища, території заводів) і високої концентрації неконтрольованої органіки (міські звалища, задвірки закладів громадського харчування та підприємств харчової промисловості тощо).[джерело?]

#### «Вуличні пси»
В англомовній літературі для позначення власне бездомних псів, що не мають обмежень у переміщеннях, використовують назву free-ranging urban dogs (тобто «міські пси на вільному вигулі») або urban free-ranging dogs, або у побутовій формі — Street dogs («вуличні пси»).

#### Пси-парії
У давнину людина сприяла існуванню вуличних псів як екологічної групи тварин, яка виконувала важливі функції утилізатора надлишкової органіки. Таких утилізаторів в античні часи називали псами-паріями. В сучасних містах найвідомішими є індійські пси-парії.
- докладніше див. також Пси парії[en]

#### бездомні— вуличні— бродячі
Різноманіття позначень пов'язане з різноманіттям явища бездомності у псів. Наведені вище позначення стосуються всіх псів, які живуть біля людини, користуються людськими ресурсами, проте не перебувають під постійним контролем. У практиці європейської ветеринарії розрізняють дві групи псів: «Dog» та «Stray dog» (Rabies Bulletin Europe).
Поняття «бродячий» є значно ширшим і використовується для позначення бездомних тварин не завжди коректно. Бродячими (вагрантними) тваринами, називають тварин, що здатні до виселень за межі основного ареалу або основного середовища свого існування в межах ареалу. За СУМ, «Бродячий — який не живе на одному місці або не має постійного місця проживання. Який постійно переходить з місця на місце; мандрівний.».
Дуже часто собаки супроводжують двірників. Тих, що вранці прибирають парки та алеї. Вони наче їхня особиста охорона. І якщо автомобілів і вихлопних газів найбільше в центральній частині міст, то собаки можуть бути повсюди.

## Класифікація безпритульних псів

### Класифікація за соціальними типами
Безпритульних собак, що мешкають у містах, розділяють на декілька груп (за):
- Бездоглядні домашні пси. Мають власників, але регулярно можуть знаходитися поза квартири або двору. Центром ділянки перебування є будинок господаря, в якому в основному годують тварину, але при цьому собаки відвідують довколишні сміттєві контейнери.
- Умовно-наглядові собаки. Мешкають на території охоронюваних промислових підприємств, складів, оптових баз тощо. Територія проживання штучно обмежена огорожею підприємства. Іноді такі собаки вважаються сторожовими, але на відміну від останніх можуть безперешкодно залишати межі території. Їхніми опікунами є працівники підприємств, які в основному їх годують.
- Безпритульні собаки у дворах житлової забудови. Мають постійних опікунів. Територія проживання не обмежена. Вони досить сильно соціалізовані на людину, чим відрізняються від власне безпритульних собак. Ночують і проводять більшу частину часу в певних під'їздах, підвалах або створених людьми будках. Потомство таких собак опікуни з перемінним успіхом намагаються приспати або роздати.
- Вільні безпритульні пси, одиночні та зграйні. Найбільш поширений тип, представлений як у промисловій, так і в житловій забудові. Поведінка і переміщення не контролюються людьми. Великі зграї тяжіють до ділянок, що характеризуються гарною кормовою базою і малодоступними для людини схованками. Можуть мати опікунів, але прихильність до них в цілому незначна.
- Здичавілі пси. За чисельністю це відносно невелика група. Мешкають у безпосередній близькості від міста, звичайно в районі пустирів, звалищ, де і годуються. При появі людини здебільшого тримають дистанцію.

### Класифікація за походженням
За походженням всіх безпритульних псів поділяють на дві основні групи (за: Ивантер, Седова, 2008):
- Первинно-безхатченки. Відносяться до кількох соціально-екологічних типів: напіввільних власницьких, умовно-наглядових (community-owned dogs), напівздичавілих та здичавілих. Первинно-безпритульні пси — це собаки, що жили «на вулиці» впродовж тисячоліть і не піддавалися цілеспрямованому відбору. У південних містах нами є загально відомі пси-парії.

- Вторинно-безпритульні. Переважно характерні для промислово розвинених країн (в тому числі і для України). На відміну від первинно-безхатченків їхні предки були власницькими і пройшли певний цілеспрямований відбір (найчастіше — були породистими тваринами). Вторинно-безпритульні — нащадки як безпородних власницьких тварин (коли їхні предки були сторожами, мисливцями і компаньйонами людини) та породистих тварин.

Завдяки наявності великої кількості порід і можливості вільного й безконтрольного їхнього схрещування в містах і селищах формується особливий тип псів, названий у побуті «дворовими псами», або «дворнягами» (див. безпородний собака). Такі гібридні морофтипи часто розглядаються як часткове повернення до вихідного «дикого» типу.

## Контроль і регуляція чисельності

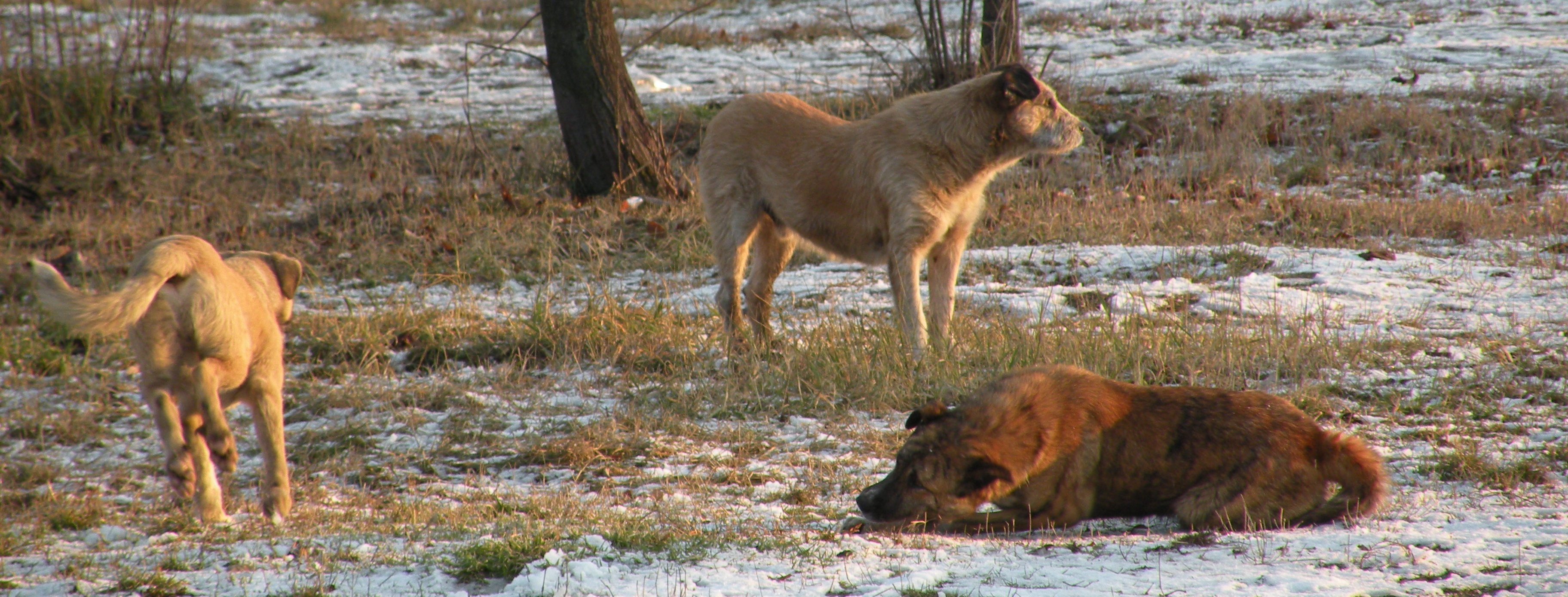
Безпритульні пси в Бухаресті (Румунія)

У сільській місцевості кількість бездомних псів регуляється кількома факторами:
- обмеження їхнього притоку з розплоду на садибах
- відстрілом і загибеллю від недоїдання й хвороб
- виїданням псів вовками у зимовий період.

Останній фактор за нормальних умов (при наявності природних комплексів навколо населених пунктів) є провідним. За оцінками українських експертів-вовкознавців (публікації С. Жили, М. Роженка, М. Шквирі та ін.) пси в окремих районах складають до 70—90 % дієти вовків.
У великих містах в різних країнах створюють спеціальні міські служби з регуляції чисельності псів. Робота цих служб є непростою, оскільки часто виникають суперечки в межах громад щодо доцільності вилучення тварин з міст і адекватності методів цього вилучення. Це одна з найгостріших тем суспільних дискусій на теми урбоекології.
Ситуацію з псами і ставлення до псів професійних ловців найвідоміший в Україні «вовчатник» Сергій Жила описує так:
|  | В останні роки кількість диких собак навколо великих міст і м’ясокомбінатів різко скоротилася у зв’язку з тим, що кількість кормів стала меншою. Туші домашніх тварин практично без відходів йдуть в переробку. В минулому викинуті на звалища шлунки великої рогатої худоби слугували їжею для великої кількості бродячих псів, гав і частково вовків. Зменшилася кількість відходів продуктів харчування і на смітниках. Відомі випадки, коли м’ясо диких псів у невеликій кількості нелегально поступає на продаж у вигляді фаршу чи під виглядом «баранини». Крім того, за лови псів виплачуються доволі високі винагороди, яка, наприклад, у Києві становить 75 грн. Тому добування бездомних собак нині є прибутковим своєрідним бізнесом. Люди, які цим займаються, певною мірою приймають заходи і для збереження міських популяцій диких псів. З цієї причини, вагітних сук не відловлюють, а в разі виявлення їх серед зловлених псів, випускають на волю. |

При неконтрольованому рості чисельності бездомні пси стають загрозою не тільки для містян і свійських тварин (рани, зараження низкою хвороб, автоколізії), але й для існування диких видів тварин, зокрема, наземногніздових птахів, приплоду зайців, сарн, оленів тощо. Серед інших відомим є випадок знищення бездомними псами лелек у Київському зоопарку.

## Сказ та інші зоонози у бездомних псів

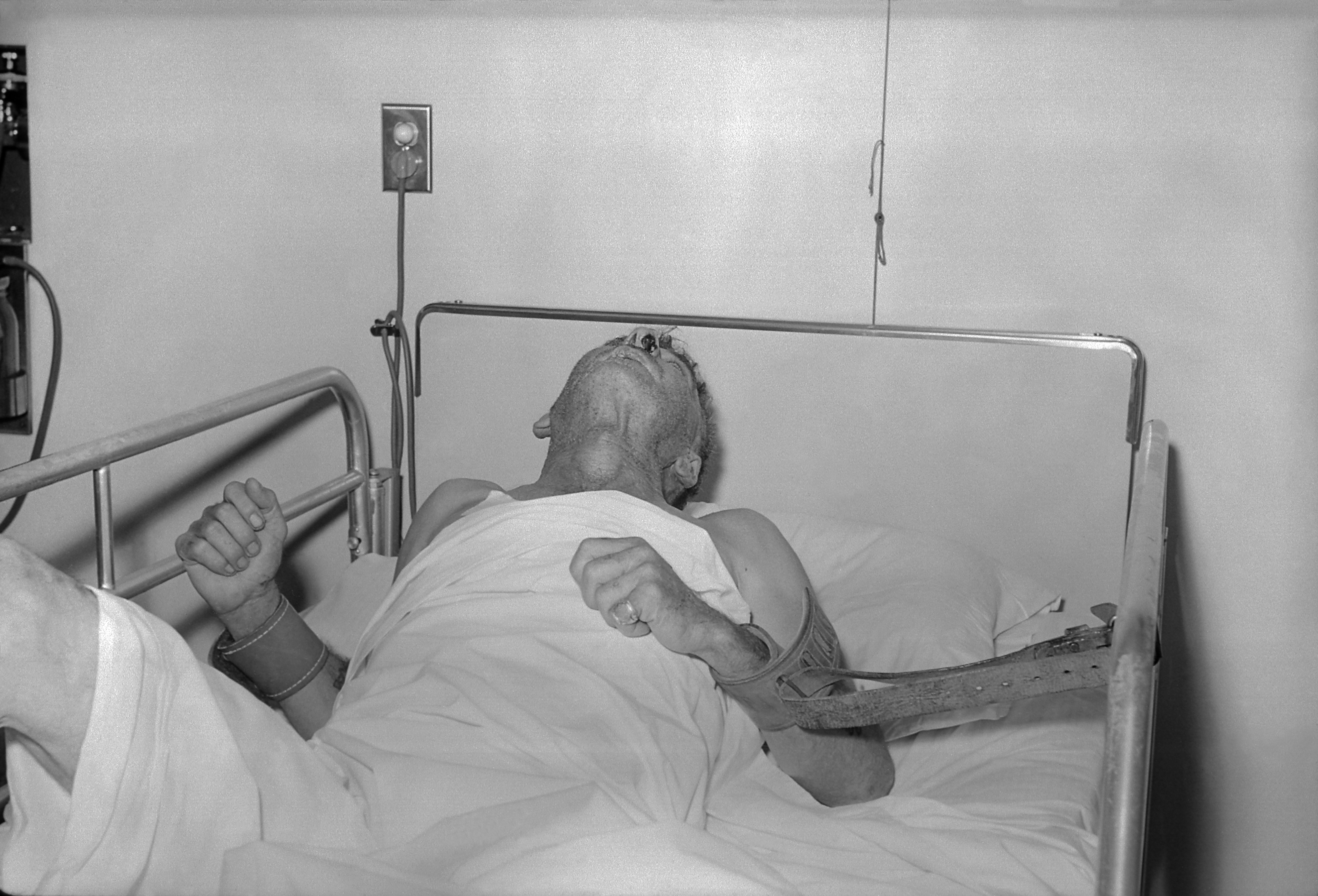
Пацієнт зі сказом

Бездомні пси часто беруть участь у формуванні антропургічних вогнищ сказу і є основним їхнім компонентом. На псів випадає 23 % усіх випадків сказу серед синантропних ссавців, задіяних у таких вогнищах, з виразним піком в осінньо-зимовий період. Щороку в Україні протирабічні щеплення отримують тисячі пацієнтів, які зазнали укусів псів (як безпритульних, так і свійських), щоправда, як показують дослідження російських санепідеміологів, на безпритульних псів випадає лише 0,36 % випадків укусів людей псами, після яких були звернення до СЕС.
В Україні протягом останнього десятиліття (2000—2010), завдяки роботі ветеринарів, вдалося суттєво знизити ризики поширення зоонозів. Зокрема, завдяки масштабним щепленням, які робляться і безпритульним тваринам, кількість випадків виявлення сказу в Україні протягом 2010—2012 рр. суттєво зменшилася.

## Значення у міській культурі
У багатьох розвинених країнах світу бродячі пси — неординарне явище, яке часто привертає значну увагу громадськості і масмедія. Такі тварини нерідко стають об'єктом особливого опікунства і часто швидко знаходять собі господаря.
У країнах третього світу кількість безпритульних тварин надзвичайно велика, за чисельністю й загальною біомасою вони нерідко перевищують «свійську» (притульну) частину популяції. Пов'язано це з тим, що людина нерідко не бере на себе відповідальність за добробут тварин, а дружить з ними тільки ситуативно, підгодовуючи їх лише час від часу і ніяк не контролюючи репродукцію.

## Ситуація в Україні

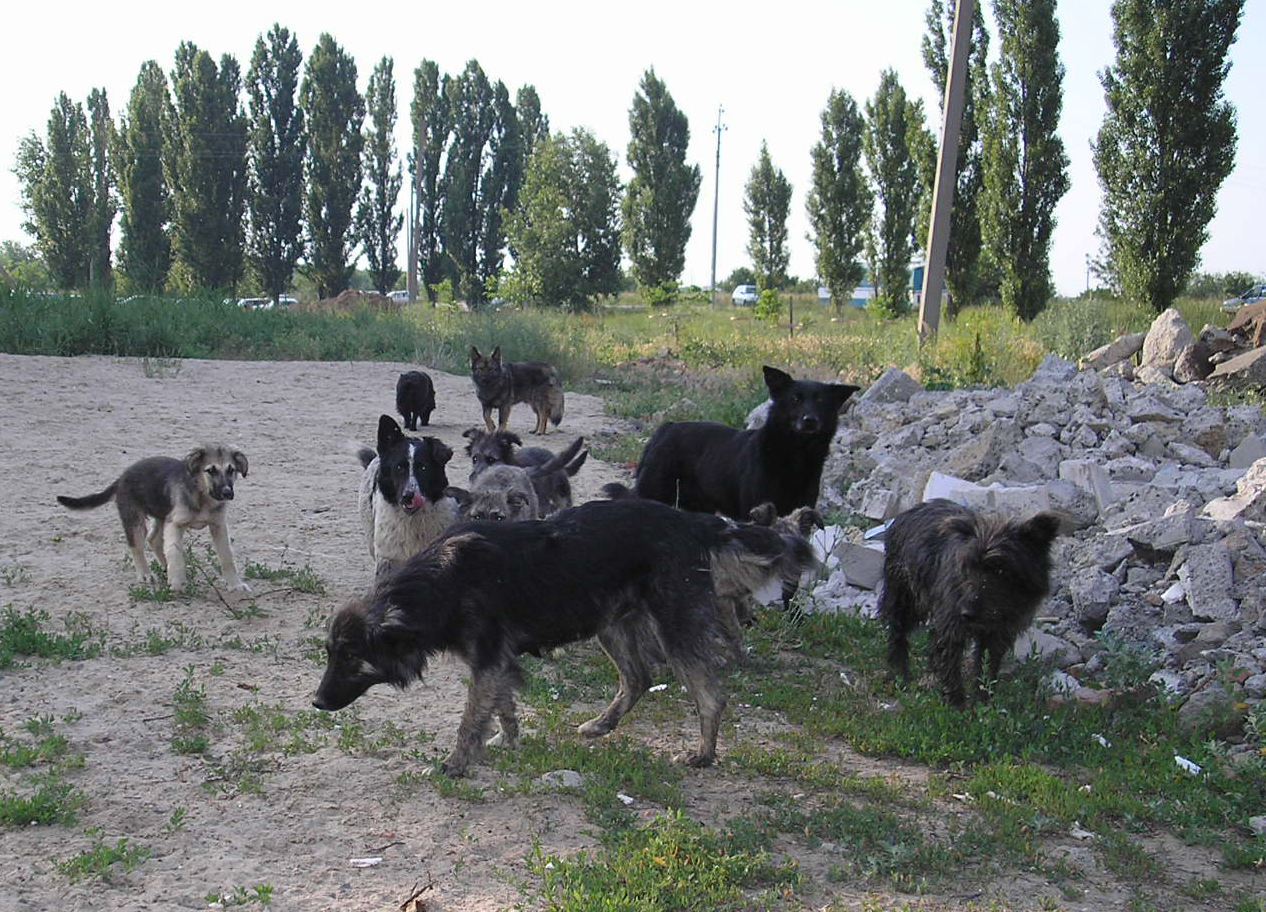
Бездомні пси біля стихійного звалища

Україна є одним з лідерів у світі за кількістю безпритульних псів. На межі ХІХ—ХХ ст. у містах північно-східної України (Харківська та Полтавська губернії) впроваджували спеціальні програми з регуляції чисельності вільної субпопуляції псів, проте їхня ефективність тоді, як і тепер, виявилася низькою через брак коштів, непослідовну політику та необмежене розмноження свійських псів.
За різними оцінками, кількість безпритульних псів може сягати 10—20 тисяч на місто середнього розміру, обласний центр або 1—5 тисяч на районний центр (Сафін, 2013). При цьому існує велика активність населення у вирішенні цього питання.
Це викликано кількома факторами:
- небезпека присутності тварин з потенційно агресивною поведінкою (переляки дітей, покуси людей),
- ризики розвитку антропургічних вогнищ зоонозів та поширення паразитарних інфекцій. В Україні проблеми з безпритульними псами вирішуються ситуативно, коли виникають спалахи зоонозів (напр.[13]);
- велика кількість автомобільних аварій та загалом велика частка дорожніх колізій за участю псів (за оцінками зоологів, на автошляхах України у густо населених районах гине 3—5 псів на добу на 100 км шляхів[15])
- зростання кількості іноземних туристів, які не адаптовані до присутності бездомних тварин. Так, при підготовці до приїзду туристів на Євро-2012 зоозахисники брали участь в акції «Чесна гра», що проводилася одночасно у 13-ти країнах Європи[16];
- екоцентричні проблеми городян, пов'язані з розвитком біоетики та підкріплені Законом України про жорстоке поводження з тваринами (зокрема, при їхньому вилові й вилучені з міст)[17][18].

Ситуація з безпритульними псами у багатьох країнах Європи вирішувалася поступово, упродовж 1—2 десятиліть (Клауснитцер, 1990 та ін.), що визначається не стільки тривалими популяційними циклами, але поступовістю еволюції соціуму. Регуляція чисельності безпритульних тварин у містах — задача на ціле (можливо й не одне) десятиліття[відсутнє в джерелі]. Інколи в міському соціумі формуються угруповання «догхантерів» (організованих груп вбивць бездомних тварин), які інколи називають «народною партизанською війною з собаками», проте такі угруповання є незаконними і несуть ризики загибелі як для містян, так і свійських тварин.

## Законодавче регулювання в Україні
У 2006 році було прийнято Закон України «Про захист тварин від жорстокого поводження». Серед інших питань він встановлює правила поводження з безпритульними тваринами. У статтях 23 та 24 цей Закон передбачає вилов безпритульних псів для повернення власникам та регулювання їхньої чисельності.
|  | Собаки, незалежно від породи, належності та призначення, у тому числі й ті, що мають нашийники з номерними знаками і намордники, але знаходяться без власника на вулицях, площах, ринках, у скверах, садах, на бульварах, пляжах, у громадському транспорті, дворах та інших громадських місцях, вважаються безпритульними і підлягають вилову. |

Стаття 24 Закону вводить вимоги до вилову та визначає поводження з безпритульними псами з моменту вилову. Наприклад визначає строки обов'язкового карантину, можливість передання спеціалізованим організаціям за їхнім бажанням для передачі псів у спеціалізовані притулки. Водночас вона не вимагає обов'язкової передачі виловлених тварин у притулок, що допускає їхню евтаназію лише після 5-ти днів обов'язкового карантину. Запропоновано також законопроєкт № 2915 від 23.04.2013
За межами населених пунктів вступає в дію Закон України «Про мисливське господарство та полювання», який у статті 33 передбачає відстріл здичавілих собак та деяких інших тварин у сезон полювання мисливцями, та увесь рік єгерями, що входить до їхніх службових обов'язків.